# Municipio de Otrey
El municipio de Otrey (en inglés: Otrey Township) es un municipio ubicado en el condado de Big Stone en el estado estadounidense de Minnesota. En el año 2010 tenía una población de 87 habitantes y una densidad poblacional de 0,9 personas por km².

## Geografía
El municipio de Otrey se encuentra ubicado en las coordenadas 45°21′46″N 96°17′54″O / 45.36278, -96.29833. Según la Oficina del Censo de los Estados Unidos, el municipio tiene una superficie total de 96.22 km², de la cual 89,22 km² corresponden a tierra firme y (7,27 %) 6,99 km² es agua.

## Demografía
Según el censo de 2010, había 87 personas residiendo en el municipio de Otrey. La densidad de población era de 0,9 hab./km². De los 87 habitantes, el municipio de Otrey estaba compuesto por el 98,85 % blancos y el 1,15 % eran de una mezcla de razas. Del total de la población el 1,15 % eran hispanos o latinos de cualquier raza.